# Костёл Вознесения Пресвятой Девы Марии (Коптёвка)
Костёл Успения Пресвятой Девы Марии (бел. Касцёл Унебаўзяцця Найсвяцейшай Дзевы Марыі) — католический храм в агрогородке Коптёвка Гродненского района.

## История
В 30 января 1936 года на собрании жителей гмины Горница  было решено начать строительство костёла в Коптевке. 26 апреля 1936 года митрополит виленский архиепископ Ромуальд Ялбжиковский освятил площадь под строительство, а 5 июля официально образовал новый приход в Коптёвке.
К сентябрю 1939 года плебания была уже готова, а церковные стены нужно было накрыть крышей. Работы были прекращены, так как на территорию Гродненской области вошла Красная Армия. Новую плебанию забрали под амбулаторию. Во время Второй мировой войны костёл действовал тайно.
Вскоре после окончания войны в храме сделали склад, а через несколько лет его заменили на мельницу.
В 1988 году был создан Комитет по делам возвращения костёла в Коптёвке. В 1991 году костел был возвращен прихожанам в почти уничтоженном состоянии. 14 июля 1991 приход посетили кардинал Эдмунд Шока и епископ Александр Кашкевич (родители кардинала, родившегося в Америке, были выходцами из деревни Путна прихода Коптёвка). Тогда же в коптёвской святыни состоялась первая после войны служба. 15 июля 1995 года кардинал Эдмунд Шока и епископ Александр Кашкевич освятили храм и заложили краеугольный камень в стене пресвитерия. 5 марта 1997 года гродненский епископ освятил колокол, которому дали имя «Мария». Помощь строительству оказала келецкая епархия (Польша), орган был пожертвован парафией св. Барбары в Варшаве и освящён епископом Антонием Демьянко 14 ноября 1999 года. 11 июня 2000 года епископ келецкий Казимеж Рычан освятил святыню[неизвестный термин]. В главный алтарь были вложены мощи святых мучеников св. Марсуэлы и св. Виктория. 25 марта 2006 генерал ордена паулинов на Ясной горе Исидор Матушевский  пожертвовал костёлу в Коптёвке копию образа Ченстоховской иконы Божией Матери. 3 мая 2006 года икона была торжественно внесены на Холм надежды (комплекс часовен) в Коптёвке. 8 июля 2007 кардинал Эдмунд Казимир Шока и епископ Александр Кашкевич освятили икону Божией Матери Ченстоховской вместе с каменной плитой алтаря. 23 марта 2010 на Холме надежды был установлен санктуарий Божией Матери Ченстоховской — Терпеливо Слушающей, сюда приходят паломники.